# La pelle di Satana
La pelle di Satana (The Blood on Satan's Claw) è un film del 1971 diretto da Piers Haggard.
Negli Stati Uniti il film uscì con il titolo Satan's Skin.

## Trama
In un villaggio rurale inglese del XVII secolo, un agricoltore, Ralph Gower, scopre dei resti misteriosi mentre sta arando un campo. Avverte il giudice locale, ma quando lo accompagna nel luogo in cui aveva trovato i resti questi sono scomparsi. Il giudice allora non tiene minimamente conto delle strane paure di Ralph.
In seguito iniziano a verificarsi fatti strani e inspiegabili, tra cui possessioni demoniache e oscuri rituali che culminano con dei sacrifici umani. Il giudice, trasferitosi temporaneamente in città per informarsi sull'occultismo in modo tale da poter riportare la situazione alla normalità, fa ritorno al villaggio e organizza una spedizione con la quale pone fine ai riti satanici e libera la piccola comunità dalla minaccia soprannaturale che vi incombeva.